# Antropopresja
Antropopresja – ogół działań człowieka (zarówno planowych i przypadkowych) mających wpływ na środowisko przyrodnicze.
Czynniki antropopresji, czyli czynniki antropogeniczne – czynniki związane z każdą formą pośredniego lub bezpośredniego wpływu człowieka na środowisko i bytujące w nim rośliny i zwierzęta. Na terenach użytkowanych rolniczo jest to całokształt działalności związanej z produkcją roślinną i zwierzęcą. Działalność rolnicza, podporządkowana nadrzędnemu celowi, tj. maksymalizacji produkcji, często prowadzi do degradacji środowiska (np. w wyniku nadmiernej chemizacji). W rezultacie działalności pozarolniczej również zachodzą niekorzystne zmiany, np. zmniejszanie powierzchni użytków rolnych na korzyść gospodarki komunalnej i zabudowy przemysłowej, skażenie atmosfery, wody i gleby przez przemysł, zachwianie stosunków wodnych w glebie wskutek pogłębiania rzek lub wadliwej melioracji. Na terenach użytkowanych rolniczo jest to całokształt działalności związanej z produkcją roślinną i zwierzęcą, a na terenach uprzemysłowionych - z przemysłem.
Rodzaje antropopresji – konkretne oddziaływania człowieka na środowisko, np. zanieczyszczenie wody, emisja hałasu, zaśmiecanie, wycinanie lasu, emisja zanieczyszczeń powietrza.
Skutkami antropopresji są rozmaite przemiany środowiska, zwane ogólnie jego degradacją np. zatrucie wody, wyjałowienie gleby, zniszczenie pokrywy roślinnej. Innymi efektami antropopresji może być np. zaburzenie funkcjonowania stad zwierząt. Aby temu zapobiegać, stosuje się:
- ochronę środowiska w postaci zakładania parków narodowych, rezerwatów, oczyszczania środowiska
- umiejętne gospodarowanie np. zalesianie, rekultywacja, racjonalne użytkowanie gleb.